# Comuna Novodanîlivka, Iakîmivka
Novodanîlivka (în ucraineană Новоданилівка) este o comună în raionul Iakîmivka, regiunea Zaporijjea, Ucraina, formată din satele Hannivka, Ielîzavetivka, Novodanîlivka (reședința), Semîhatkî și Velîka Ternivka.

## Demografie
Componența lingvistică a comunei Novodanîlivka
     Rusă (66,69%)
     Ucraineană (25,6%)
     Alte limbi (0,75%)
Conform recensământului din 2001, majoritatea populației comunei Novodanîlivka era vorbitoare de rusă (66,69%), existând în minoritate și vorbitori de ucraineană (25,6%).